# Zemrën e lamë peng
«Zemrën e lamë peng» (en español: Apostemos al corazón) es la canción que representó a Albania en el Festival de la Canción de Eurovisión 2008 en Belgrado, Serbia. La canción fue cantada por Olta Boka y seleccionada el 16 de diciembre de 2007 durante la preselección televisada Festivali I Këngës 46. La canción consiguió un 17.o lugar (empatada con España) con 55 puntos. Previamente, la canción pasó la segunda semifinal del festival en la novena posición.

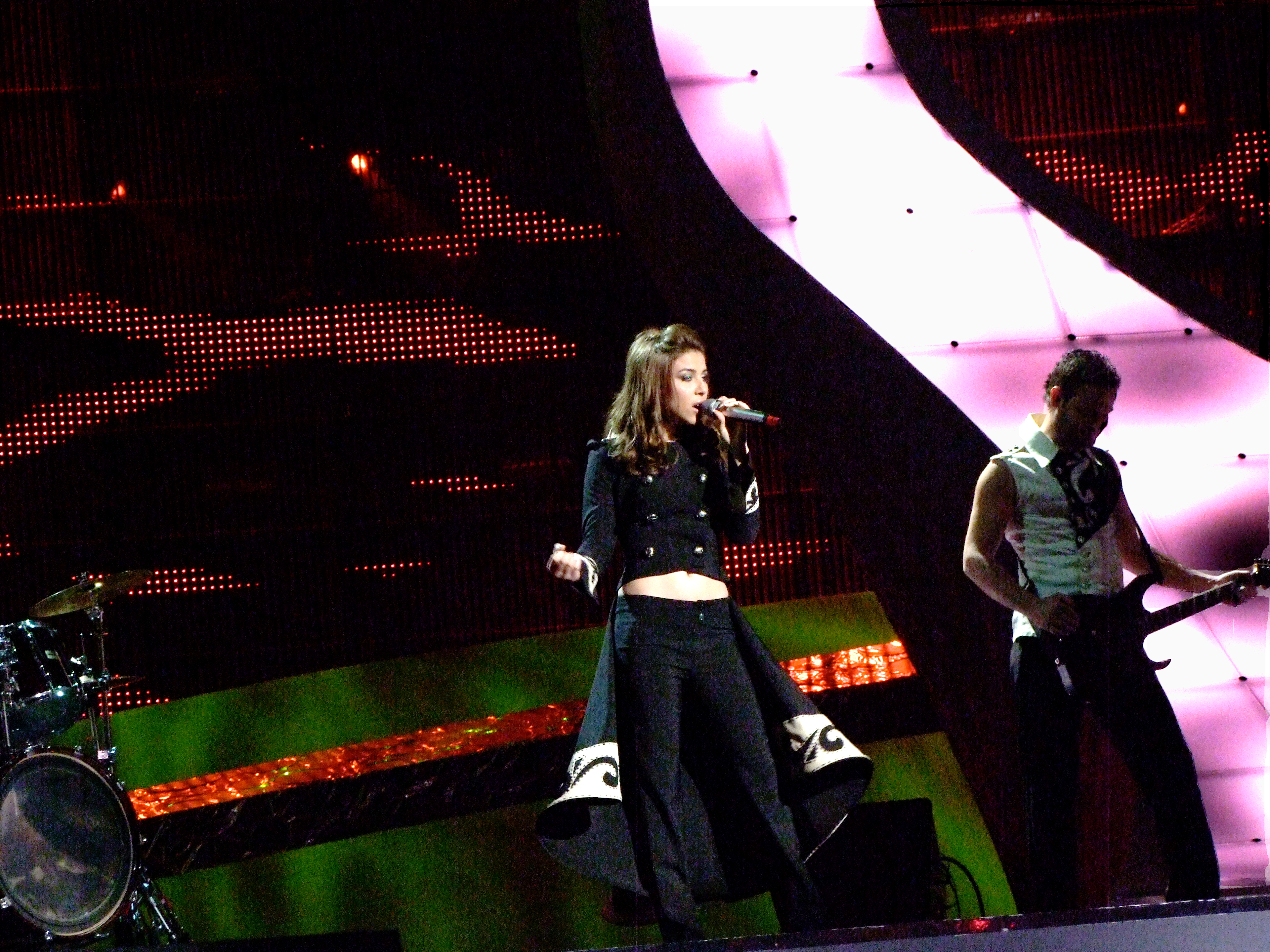
Olta Boka en la Semifinal del Festival de la Canción de Eurovisión 2008.